# Ur en kos dagbok
Ur en kos dagbok är en barnbok från 1973 av Beppe Wolgers och Olof Landström.
Boken filmatiserades 1985 som Ur en kos dagbok i regi av Birgitta Jansson.